# 香北町
香北町（かほくちょう）は、高知県の北東部に位置していた町。
2006年3月1日、土佐山田町・物部村と合併し、香美市となった。
高知市の北東約30km、物部川中流の山間に位置し、町の約86%が森林となっている。町の中心地は美良布（びらふ）で、ここに役場、町内唯一の中学校、道の駅等がある。物部川沿いを走る国道195号の沿線にはアジサイが植えられており6月には走行車の目を楽しませてくれる。

## 地理
- 山: 鉢ヶ森 (1270m)、御在所山 (1079m)
- 河川: 物部川
- ダム: 永瀬ダム、吉野ダム

### 隣接していた自治体
- 香美郡：土佐山田町、物部村、香我美町
- 長岡郡：大豊町

## 沿革
- 1961年（昭和36年）3月31日 - 大宮町・在所村の1町1村が合併し香北町誕生。
- 2003年（平成15年）1月8日 - 香北町・土佐山田町・物部村により「こうほく3町村合併協議会」設立。2005年（平成17年）4月1日、「香美市」誕生の予定となる。
- 2004年（平成16年）8月1日 - 各町村での住民投票の結果、合併反対が多数を占め「こうほく3町村合併協議会」解散。
- 2005年（平成17年）2月 - 住民発議により再び同じ枠組みで合併協議会設立。
- 2006年（平成18年）3月1日 - 土佐山田町・物部村と合併し、香美市となり、閉町。

## 行政
- 町長:野島 民雄（1978年8月20日就任　7期目）

## 産業
- 主な産業
  - 農業 主に米・野菜を生産　特産:韮生米（にろうまい）
  - 林業 主にスギ・ヒノキ

商工業はあまり盛んではなく、主だった商品は西隣に位置する土佐山田町で購入することが多い。また、居住者の勤務地についても高知市や南国市、土佐山田町と町外が多い。

## 姉妹都市・提携都市

### 国内
- あわら市・三国町（福井県）・積丹町(北海道)姉妹都市提携

## 教育

### 保育園
- 香北町立美良布保育園
- 香北町立双葉保育園

### 小学校
- 香美市立大宮小学校
- 香北町立谷相小学校

谷相は生徒がおらず現在休校中。

### 中学校
- 香美市立香北中学校

## 交通

### 空港
最寄りの空港
- 高知龍馬空港（南国市 車で約30分の距離）

### 鉄道
最寄りの駅
- JR土讃線 土佐山田駅（土佐山田町 車で約20分の距離）

### 道路
高速道路
最寄りのインターチェンジ：高知自動車道南国インターチェンジ（南国市 車で約30分の距離）　
一般国道
町内を走る一般国道：国道195号
県道
町内を走る県道：高知県道　30号香北赤岡線、217号久保大宮線、218号日ノ御子土佐山田線、220号蕨野大比線、224号奈良香北線、226号永野久保川線、385号香北野市線

## 名所・旧跡・観光スポット・祭事・催事

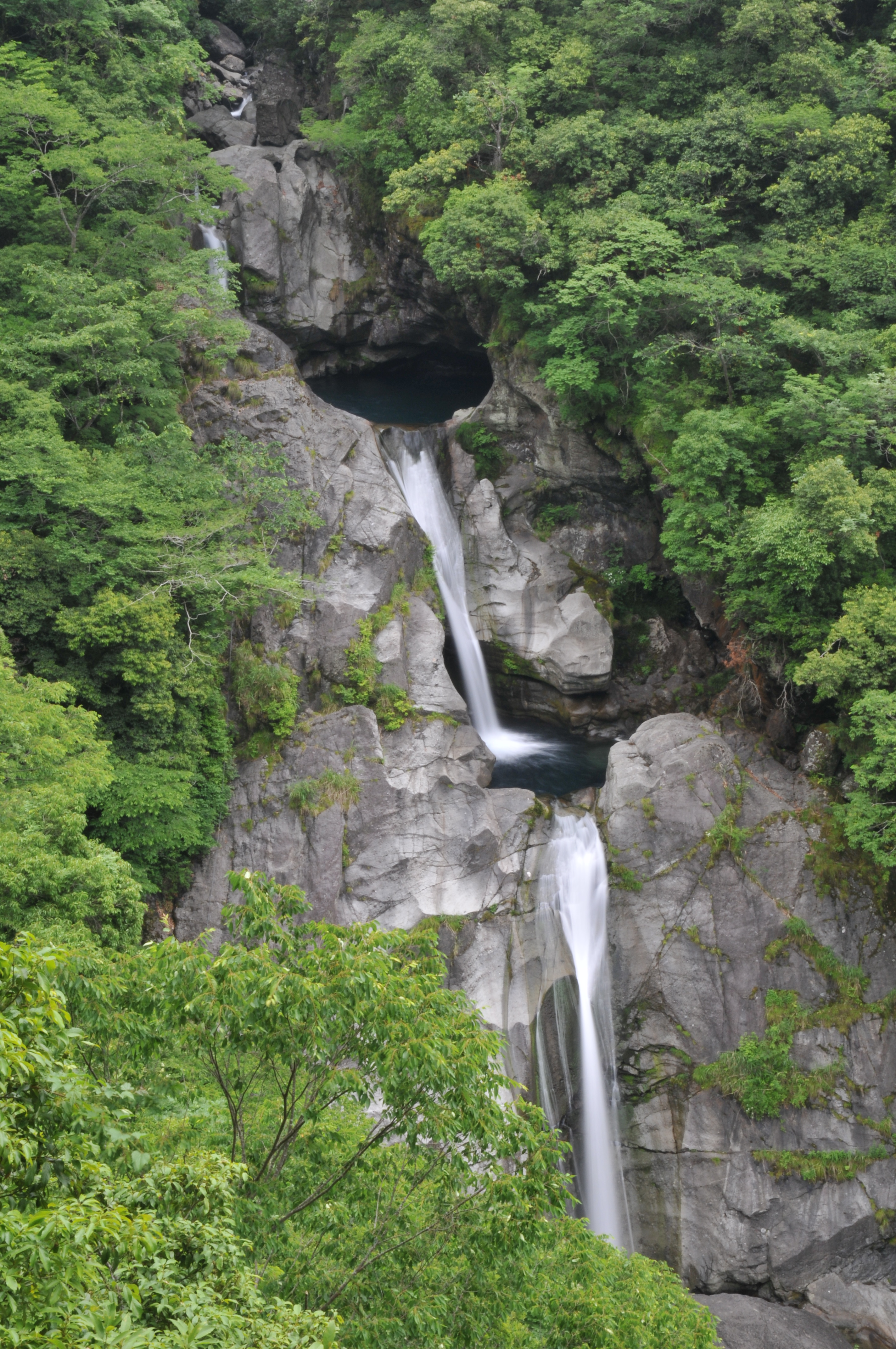
轟の滝

- 香北町立やなせたかし記念館 アンパンマンミュージアム（現、香美市立やなせたかし記念館）
- 轟の滝（とどろのたき、日本の滝百選）
- 大荒の滝（おおあれのたき）
- 大川上美良布神社（延喜式内社）
- 日ノ御子河川公園キャンプ場
- 渓鬼荘（吉井勇が隠棲した庵）、吉井勇記念館
- 大川上美良布神社秋季大祭（11月2日・3日）
- 道の駅美良布

## 香北町出身の有名人
- やなせたかし（作家、漫画家）
- 山下奉文（陸軍大将、"マレーの虎"）

実家跡地（朴ノ木地区）に建立するやなせたかしおよび暢夫人の墓。

- 福留功男（元日本テレビ放送網アナウンサー。現フリーアナウンサー）
- 畠中智子（高知のまちづくりを考える会代表）